# Seznam škotskih tenisačev
Seznam škotskih tenisačev.

## F
- Colin Fleming

## L
- Herbert Lawford
- Maia Lumsden

## M
- Andy Murray
- Jamie Murray

## P
- Karen Paterson

## R
- Jocelyn Rae

## S
- Nicola Slater